# Ішунь (село)
Ішу́нь (також Ішюн, крим. İşün) — село Перекопського району Автономної Республіки Крим. Розташоване у центрі району.
За даними сільради на 2009 рік, село займало площу 10,3 тисячі гектарів, на якій у 921 дворах проживало понад 2,9 тисячі осіб.

## Історія
На північно-західній околиці села виявлено залишки поселення доби неоліту, а також кургани доби міді й бронзи.
Село відоме з часів Кримського ханства, перша згадка — 1771 рік, коли кримські позиції біля селища штурмувала російська армія.
Після утисків російською імперією кримських татар, село було спустошено, і під кінець XIX століття заселено українцями з сучасної Херсонщини.
У 1930-ті роки було центром українського національного Ішуньського району Кримської АРСР.
У 1954 році у селі створено колгосп «Герої Сиваша», де працювало багато переселенців із Заходу України, і який збирав рекордні врожаї рису. З поверненням незалежності колгосп став ТОВ «Штурм Перекопу», і що було провідним центром рисівництва українського Криму. Після російської окупації 2014 року рисівництво в селі занепало.